# Tranvia Altavilla-Casale Monferrato
La tranvia Altavilla-Casale Monferrato rappresentò un importante tratto a completamento di un'estesa rete di tranvie extraurbane che interessrono il territorio delle province di Asti e Alessandria fra il 1880 e il 1935. Realizzata in sostituzione di una progettata ferrovia economica, la linea consentì di servire una porzione del Monferrato mettendola in comunicazione con i due capoluoghi.

## Storia
Nel 1862 fu proposta la costruzione di una ferrovia a scartamento ridotto da Asti a Moncalvo e Casale Monferrato percorrendo la valle del torrente Grana; a tal fine nel 1881 i comuni di Montemagno, Vignale, Viarigi, Altavilla e Castagnole Monferrato si riunirono in un comitato, il quale tra varie proposte scelse quella del banchiere francese Alfonso Raoul Berrier-Delaleu, già noto per aver fatto costruire tra il 1879 e il 1880 le tranvie a vapore Cuneo-Dronero e Saluzzo-Cuneo.

### Elemento di una rete
Il fallimento di Berrier-Delaleu, dichiarato il 10 marzo 1883, non rese possibile la costruzione della tranvia, di cui si riprese a parlare nel 1893, quando il consiglio comunale di Asti promosse la costituzione del Consorzio per la Ferrovia Asti-Montemagno, la cui autorizzazione per la costruzione ed esercizio venne affidata all'imprenditore alessandrino Vincenzo Remotti con decreto ministeriale del 18 febbraio 1896.
Frattanto, con decreto ministeriale 3 luglio 1882, il 22 dicembre di tale anno era stata stipulata una convenzione fra il municipio di Alessandria e Vincenzo Remotti, con concorso dell'ingegner Radice, per la costruzione e l'esercizio di una "guidovia a vapore" Alessandria-Quargnento-Fubine con capolinea presso il quadrivio di Altavilla; nel 1886 era stata altresì stipulata la convenzione per prolungamento Altavilla-Montemagno, ulteriore tratta sezione del collegamento previsto in origine.
L'autorizzazione prefettizia per l'apertura fra Asti e Montemagno fu concessa il 23 aprile 1898, e la linea fu aperta l'anno successivo; nel 1900 fu attivato il citato prolungamento ad Altavilla, realizzando così la connessione con la tranvia Alessandria-Altavilla.
Frattanto, grazie all'intraprendenza del Remotti, erano stati avviati i lavori per la costruzione della Altavilla-Casale Monferrato, che avrebbe finalmente consentito di servire l'ampia zona agricola a sud di Casale. La sua apertura all'esercizio avvenne nel 1888, portando a compimento il progetto del 1862, dopo l'esito positivo della corsa di collaudo che si tenne il giorno 21 maggio evidenziando la bassa pericolosità di alcuni smottamenti che erano avvenuti durante la costruzione della linea.

### Gestione e declino
La gestione della linea, concessa nel 1886 alla società "The Monferrato Railways Limited" per una durata di sessant'anni guidata dal Remotti, venne affidata alla Società Anonima delle Tramvie Astigiane, costituitasi nel 1897 per costruire ed esercire la Asti-Montemagno, rilevando nel contempo la gestione delle tranvie Asti-Canale e Asti-Cortanze.
Nel 1908 la società fu ribattezzata Società Astese-Monferrina di Tramvie e Ferrovie (SAMTF); la stessa nel 1926 passò in gestione governativa.
Il 1º luglio 1932 cessò la gestione provinciale (nel frattempo subentrata alla gestione governativa) delle linee astesi-monferrine, alla quale si sostituì la Società Anonima Ferrovie Elettriche Riunite (FER), nuova denominazione della SAMTF, che presentò un progetto di elettrificazione della rete sociale; considerato anche il difficile clima economico dell'epoca, tale progetto non ebbe successo e il 30 dicembre 1935 la FER dichiarò fallimento, cessando l'attività e sopprimendo le proprie linee, sostituite da autoservizi svolti mediante autotreni.

## Caratteristiche
|  | Unknown route-map component "uexKBHFa" |

|  | Unknown route-map component "uexHST" |

| Unknown route-map component "exCONTgq" | Unknown route-map component "uexmKRZ" | Unknown route-map component "exCONTfq" |

|  | Unknown route-map component "uexBHF" |

|  | Unknown route-map component "uexBHF" |

|  | Unknown route-map component "uexABZgl" | Unknown route-map component "uexCONTfq" |

|  | Unknown route-map component "uexBHF" |

|  | Unknown route-map component "uexBHF" |

|  | Unknown route-map component "uexBHF" |

|  | Unknown route-map component "uexBHF" |

|  | Unknown route-map component "uexABZg+l" | Unknown route-map component "uexCONTfq" |

|  | Unknown route-map component "uexBHF" |

|  | Unused urban continuation forward |

La tranvia, realizzata a scartamento normale, risultava lunga complessivamente 21 km, con pendenze massime che raggiungevano il 27 per mille; le curve presentavano un raggio minimo 100 metri.

### Percorso
Rispetto al progetto ferroviario del 1862, che prevedeva un tracciato parallelo al torrente Rotaldo con una stazione presso la località mulino della Stramba, la tranvia impegnava la sede della strada Casale-Vignale.
Allacciatasi al tronco Altavilla-Asti in corrispondenza della stazione d'origine, la linea si dirigeva dunque verso nord, con un andamento prevalentemente pianeggiante, servendo il vicino abitato di Vignale e l'area a sud di Casale; dopo un percorso di 16 km era raggiunto il bivio Camagna, località di diramazione nella quale i tram da Altavilla si immettevano sul tracciato della tranvia Alessandria-Casale Monferrato.
In virtù della posizione strategica della stazione Altavilla, sulla quale convergevano ben tre linee, la stessa fu scelta nel 1999 quale sede per un museo dei trasporti che espone una collezione di rotabili che fecero servizio su alcune ferrovie e tranvie italiane. Tale esposizione venne inaugurata il 4 giugno 2005 con il nome di Museo dei Tramways di Altavilla Monferrato.

## Materiale rotabile
Il parco rotabili della SAMTF, impiegato promiscuamente su tutte le linee sociali a scartamento normale, risultava composto tra il 1927 e il 1930 da dodici locomotive a vapore, 30 rimorchiate a due assi e 70 carri merci.